# Sleipnir (zespół muzyczny)
Slepnir – nazwa neonazistowskiego zespołu muzycznego z Niemiec i zarazem pseudonim lidera tej grupy – Marco Bartscha (ur. jako Marco Laszcz).

## Skład zespołu
- Marco Bartsch (Śpiew, gitara elektryczna, gitara klasyczna)
- Jan Peter Kerstin (Śpiew, gitara elektryczna, gitara basowa)
- Dennis „Linse” Linsenbarth (bass)
- Andreas Koroschetz (perkusja)

### Historia
Wokalista i frontmen grupy z miasta Gütersloh w zachodnich Niemczech od 1995/6 roku udziela się na scenie RAC. Około roku 1998 Marco Bartsch wraz z dwoma innymi osobami założył zespół muzyczny, i od tej pory przyjmuje on nazwę Sleipnir, która to określa mitycznego ośmionożnego konia Odyna, syna Lokiego – z mitologii germańskiej. Zespół zrealizował szereg występów w Niemczech i w innych krajach europejskich, w tym w Anglii i w Chorwacji (w Zagrzebiu).
Zespół utrzymuje stosunki z zakazanym w Niemczech ugrupowaniem „Blood and Honour” i ich odłamem „Freie Kameradschafen”.
Zespół występował wielokrotnie na koncertach organizowanych przez NPD.
Międzyczasie perkusista grupy Andreas Koroschetz założył własny zespół o nazwie „Division Germania”.

### Publikacje
Pierwsza płyta z Marco Bartscha, zatytułowana „Mein bester Kamerad” („Mój najlepszy przyjaciel”) została wydana w 1996 roku i została skonfiskowana na polecenie sądu okręgowego, gdyż jak to określiły władze „zespół podżegał w utworach do nienawiści na tle rasowym, poprzez określanie innych ras jako: „pasożytów którzy nie mają prawa do życia w Niemczech.” Od dnia 30 czerwca 2006 roku zespół jest na indeksie niemieckich władz federalnych jako „grupa szkodliwa dla młodzieży”.
Zespół do tej pory wydał 14 płyt CD i większość została wydana własnym sumptem. W 2003 roku ukazał się CD „German-Scottish Friendship” split ze szkockim „Blood and Honour” zespołem „Nemesis” z wokalistką, John Cartwright. Ponadto piosenki zespołu są publikowane na różnych kompilacjach, w tym dwie piosenki na dwóch płytach: „Schoolyard CD” z NPD w 2004 i 2005 roku.
Zespół w swoich utworach porusza takie tematy jak narodowa duma, problem imigracji w Niemczech, historia, oraz takie problemy jak pedofilia – czemu to zespół poświęcił jeden ze swoich utworów.
Jeden z członków zespołu – Jan Peter wydał jako oddzielny projekt 2 płyty, a na jednej z nich znalazł się cover polskiego zespołu RAC – Konkwista 88 „Wolność lub śmierć” Jest to bodajże pierwszy przepadek gdzie członek niemieckiej grupy RAC śpiewa w języku polskim.

### Albumy
- 1996: Mein bester Kamerad (1998)
- 1996: Kriegsverbrechen
- 2000: Das Demo & Bonus
- 2002: Ein Teil von mir (2006)
- 2002: Wunderbare Jahre
- 2003: Mein Westfalen
- 2003: Mein Weg
- 2004: Exitus ...bis ganz Europa fällt
- 2005: Das Ende
- 2006: Auslese – 15 Jahre zwischen 6 & 12 Saiten Teil 1 (Neuaufnahmen alter Lieder im Balladen-Stil)
- 2006: Tätervolk (Projekt pod nazwą „Deadly Signs“)(razem z Musikern der Band „Kampfhandlung“)
- 2007: Waisenkind (jako projekt „Raven“)(razem z Freya)
- 2008: Ein Teil von mir & Bonus (Neuauflage)
- 2008: Alles gut für Deutschland?
- 2009: Die letzte Schlacht (jako projekt „Raven“)(razem z Freya)
- 2010: Unverbesserlich
- 2010: Sleipnir & Sturmwehr – Europäischer Traum

### Split CDs
- 1999: Das rechte Wort (razem z Patriot 19/8) (2004)
- 2003: German-Scottish Friendship (razem ze szkockim zespołem Nemesis)
- 2005: Tribute to Freikorps (razem z Division Germania i Macht & Ehre) (2009)
- 2010: Europäischer Traum (razem z zespołem Sturmwehr)
- 2010: Egoist/Deutschland stirbt (Version 2010) (projekt Raven)

### Kompilacje
- 1997: Balladen des Nationalen Widerstandes – Teil I (utwory: „Das Feuer”, „Siehst du unser Land” „Unsere Zeit wird kommen”)
- 1999: Der Angriff...beginnt („Spürt ihr nicht den Wind?”, „Bomben für den Kosovo” i „Bruderkrieg”)
- 2001: Balladen des nationalen Widerstandes – Teil II („Alter Kamerad”)
- 2001: Vox Europa Vol.2 („Feindbild”)
- 2003: Balladen des nationalen Widerstandes – Teil III („Freiheit”)
- 2004: Klänge der Bewegung („Öffne deine Augen” i „Schau dich an”)
- 2006: Balladen des nationalen Widerstandes – Teil V („Ich vermisse dich” i „Keiner von uns”)
- 2008: Balladen für die Bewegung – Lieder für unsere Heimat („Unsere Schwerter”)
- 2008: Mit Schild, Schwert und Lied („Das Boot”)

### Albumy na żywo
- 2003: Live in Geinberg CD 2 (split z Blutstahl, Bootleg)
- 2008: Fest der Völker II DVD (12 utworów)
- 2008: Summerfest 2007 Sampler-CD (2 utwory)
- 2009: Fest der Völker III DVD (10 utworów)
- 2009: Rock für Deutschland – Gera 2009 Sampler-CD 1 (7 utworów)
- 2010: ISD Memorial Kiew Sampler-CD (7 utworów)